# Medio Maratón de Buenos Aires
El Medio Maratón de Buenos Aires o  21K de Buenos Aires es un medio maratón de 21 097,5 metros que se lleva a cabo todos los años en la ciudad de Buenos Aires, Argentina, generalmente en el mes de agosto o septiembre. 
Organizada por primera vez en 1989, nació bajo la idea de Domingo Amaison de contar con una competencia de esa distancia en el calendario deportivo de la ciudad. Inicialmente se llamaba Medio Maratón Adidas de la Argentina y estaba auspiciada por dicha marca deportiva. 
La misma cumple con los reglamentos de la AIMS, asociación de la que forma parte. Desde 2016 posee la certificación otorgada por la World Athletics (ex IAAF), la cual se encuentra a cargo de la certificación de los circuitos, las normas reglamentarias y la implementación de los controles antidopaje. La IAAF la incluyó en la categoría Label dentro del calendario de carreras de calle de esa asociación, desde la edición 2021 en adelante.
La prueba fue designada Campeonato Nacional en varias oportunidades (1999, 2001, 2015 y 2017), parte del Grand Prix Sudamericano (1999, 2000 y 2001) y Campeonato Sudamericano de Medio Maratón en 2002 y 2011. Con los años se fue convirtiendo en un evento multitudinario, llegando a ser la más convocante en su tipo en Latinoamérica, con más de 20 000 participantes en cada una de sus últimas ediciones.
Los poseedores de los actuales récords de tiempo del circuito son el keniata Bedan Karoki Muchiri, con 59m:05s en la categoría masculina desde 2019 (marca más rápida a nivel territorio sudamericano de la historia) y la etíope Ruth Chepngetich, con 1h:05m:58s en la categoría femenina desde la edición de 2024 (marca más rápida a nivel territorio argentino de la historia).
Las mejores marcas entre atletas argentinos corresponden a Ignacio Francisco Erario con 1h:01m:57s en 2023 y a Florencia Borelli con 1h:09m:29s en 2022.

## Palmarés
Listado de vencedores y sus tiempos registrados en las diferentes ediciones del medio maratón de Buenos Aires.

### Categoría General Masculino
Referencias:      Record actual del circuito      Records anteriores del circuito
| Edición                              | Año  | Vencedor                              | Tiempo (h:m:s)                        |
| ------------------------------------ | ---- | ------------------------------------- | ------------------------------------- |
| 21K de Buenos Aires                  | 2024 | Gerba Beyata Dibaba                   | 01:00:24                              |
| 21K de Buenos Aires                  | 2023 | Roncer Konga Kipkorir                 | 00:59:07                              |
| 21K de Buenos Aires OSDE             | 2022 | Gerba Beyata Dibaba                   | 1:00:29                               |
| 21K de Buenos Aires Telecom          | 2021 | Fabián Manrique                       | 1:04:43                               |
|                                      | 2020 | Cancelada por la pandemia de COVID-19 | Cancelada por la pandemia de COVID-19 |
| 21K de Buenos Aires Naranja          | 2019 | Bedan Karoki Muchiri                  | 00:59:05                              |
| 21K de Buenos Aires Naranja          | 2018 | Mosinet Geremew                       | 00:59:48                              |
| Media Maratón Buenos Aires           | 2017 | Paul Kipchumba Lonyangata             | 01:01:28                              |
| 21K Axion Energy Buenos Aires        | 2016 | Diego Fernando Elizondo               | 01:04:38                              |
| 21K Axion Energy Buenos Aires        | 2015 | Matías Roth                           | 01:04:12                              |
| 21K Arnet Buenos Aires               | 2014 | Matías Roth                           | 01:03:48                              |
| 21K Arnet Buenos Aires               | 2013 | Kiplimo Kimutai                       | 01:03:02                              |
| 21K Adidas Buenos Aires              | 2012 | Elijah Keitany                        | 01:02:30                              |
| 21K Adidas Buenos Aires              | 2011 | Marilson Gomes dos Santos             | 01:01:13                              |
| 21K Adidas Buenos Aires              | 2010 | Jorge Luis Mérida                     | 01:04:48                              |
| 21K Adidas Buenos Aires              | 2009 | Sergio Hoffman                        | 01:10:35                              |
| 21K Adidas Buenos Aires              | 2008 | Adriano Bastos                        | 01:05:48                              |
| 21K Adidas Buenos Aires              | 2007 | Adriano Bastos                        | 01:06:07                              |
| 21K Adidas Buenos Aires              | 2006 | Oscar Cortínez                        | 01:05:30                              |
| 21K Adidas Buenos Aires              | 2005 | Oscar Cortínez                        | 01:05:30                              |
| 21K Adidas Buenos Aires              | 2004 | Oscar Cortínez                        | 01:05:09                              |
| 21K Adidas Buenos Aires              | 2003 | José Luis Luna                        | 01:06:46                              |
| 21K Adidas Buenos Aires              | 2002 | Oscar Cortínez                        | 01:05:40                              |
| 21K Adidas Buenos Aires              | 2001 | Angus Cheptot                         | 01:04:42                              |
| Media Maratón Adidas de la Argentina | 2000 | Patrick Boiyo                         | 01:04:57                              |
| Media Maratón Adidas de la Argentina | 1999 | Romulo Wagner da Silva                | 01:06:01                              |
| Media Maratón Adidas de la Argentina | 1998 | Luis Santos Ramos                     | 01:05:01                              |
| Media Maratón Adidas de la Argentina | 1997 | Luiz Carlos da Silva                  | 01:04:03                              |
| Media Maratón Adidas de la Argentina | 1996 | Emerson Iser-Bem                      | 01:03:26                              |
| Media Maratón Adidas de la Argentina | 1995 | Andre Luiz Ramos                      | 01:02:03                              |
| Media Maratón Adidas de la Argentina | 1994 | Ronaldo da Costa                      | 01:01:05                              |
| Media Maratón Adidas de la Argentina | 1993 | Juan Pablo Juárez                     | 01:03:15                              |
| Media Maratón Adidas de la Argentina | 1992 | Leonardo Malgor                       | 01:04:11                              |
| Media Maratón Adidas de la Argentina | 1991 | Juan Pablo Juárez                     | 01:03:49                              |
| Media Maratón Adidas de la Argentina | 1990 | Leonardo Malgor                       | 01:04:22                              |
| Media Maratón Adidas de la Argentina | 1989 | Ricardo Castro                        | 01:06:10                              |

### Categoría General Femenina
Referencias:      Record actual del circuito      Records anteriores del circuito
| Edición                              | Año  | Vencedora                             | Tiempo (h:m:s)                        |
| ------------------------------------ | ---- | ------------------------------------- | ------------------------------------- |
| 21K de Buenos Aires                  | 2024 | Ruth Chepngetich                      | 1:05:58                               |
| 21K de Buenos Aires                  | 2023 | Ababel Yeshaneh Brihane               | 1:06:10                               |
| 21K de Buenos Aires OSDE             | 2022 | Irine Kimais                          | 1:07:59                               |
| 21K de Buenos Aires Telecom          | 2021 | Agustina Landers                      | 1:17:22                               |
|                                      | 2020 | Cancelada por la pandemia de COVID-19 | Cancelada por la pandemia de COVID-19 |
| 21K de Buenos Aires Naranja          | 2019 | Ababel Yeshaneh Brihane               | 01:07:44                              |
| 21K de Buenos Aires Naranja          | 2018 | Vivian Jerono Kiplagat                | 01:09:08                              |
| Media Maratón Buenos Aires           | 2017 | Florencia Borelli                     | 01:11:58                              |
| 21K Axion Energy Buenos Aires        | 2016 | Florencia Borelli                     | 01:14:17                              |
| 21K Axion Energy Buenos Aires        | 2015 | Rosa Godoy                            | 01:15:38                              |
| 21K Arnet Buenos Aires               | 2014 | Sandra Amarillo                       | 01:16:51                              |
| 21K Arnet Buenos Aires               | 2013 | Alice Chelangat                       | 01:08:55                              |
| 21K Adidas Buenos Aires              | 2012 | Shewarge Alene Amare                  | 01:13:46                              |
| 21K Adidas Buenos Aires              | 2011 | Adriana Aparecida da Silva            | 01:13:16                              |
| 21K Adidas Buenos Aires              | 2010 | Rosa Godoy                            | 01:15:15                              |
| 21K Adidas Buenos Aires              | 2009 | Karina Córdoba                        | 01:17:53                              |
| 21K Adidas Buenos Aires              | 2008 | Rosa Godoy                            | 01:16:08                              |
| 21K Adidas Buenos Aires              | 2007 | Sandra Torres                         | 01:19:52                              |
| 21K Adidas Buenos Aires              | 2006 | Carina Allay                          | 01:19:05                              |
| 21K Adidas Buenos Aires              | 2005 | Sandra Torres                         | 01:15:45                              |
| 21K Adidas Buenos Aires              | 2004 | Elisabete Ferreira Cruz               | 01:19:07                              |
| 21K Adidas Buenos Aires              | 2003 | Elisa Noemí Cobanea                   | 01:17:10                              |
| 21K Adidas Buenos Aires              | 2002 | Érika Olivera                         | 01:14:51                              |
| 21K Adidas Buenos Aires              | 2001 | Ramilia Burangulova                   | 01:12:59                              |
| Media Maratón Adidas de la Argentina | 2000 | Cleusa Irineu                         | 01:17:14                              |
| Media Maratón Adidas de la Argentina | 1999 | Mónica Cervera                        | 01:17:39                              |
| Media Maratón Adidas de la Argentina | 1998 | Lelys Salazar                         | 01:18:12                              |
| Media Maratón Adidas de la Argentina | 1997 | Maria das Gracas                      | 01:16:30                              |
| Media Maratón Adidas de la Argentina | 1996 | Elisa Noemí Cobanea                   | 01:14:35                              |
| Media Maratón Adidas de la Argentina | 1995 | Elisa Noemí Cobanea                   | 01:14:30                              |
| Media Maratón Adidas de la Argentina | 1994 | Solange Cordeiro de Souza             | 01:12:21                              |
| Media Maratón Adidas de la Argentina | 1993 | Silvana Pereira                       | 01:13:39                              |
| Media Maratón Adidas de la Argentina | 1992 | Elisa Noemí Cobanea                   | 01:15:14                              |
| Media Maratón Adidas de la Argentina | 1991 | Ana María Nielsen                     | 01:17:29                              |
| Media Maratón Adidas de la Argentina | 1990 | Ana María Nielsen                     | 01:17:38                              |
| Media Maratón Adidas de la Argentina | 1989 | Adriana Calvo                         | 01:20:23                              |

### Categorías especiales
Vencedores y tiempos registrados en las diferentes ediciones del medio maratón en categorías especiales.  
Referencias:      Record actual del circuito      Récords anteriores del circuito
| \| Año \| Vencedor masculino \| Tiempo (h:m:s) \| Vencedora femenina \| Tiempo (h:m:s) \| \| ---- \| ------------------------------------- \| ------------------------------------- \| ------------------------------------- \| ------------------------------------- \| \| 2009 \| Fernando Castro \| 1:04:08 \| sin participación \| - \| \| 2010 \| Alejandro Maldonado \| 50:42 \| Claudia González \| 1:26:16 \| \| 2012 \| Martín Javier Falcón \| 1:50:15 \| Daniela Estefanía Bessone \| 1:50:16 \| \| 2013 \| Fernando Castro \| 1:01:45 \| sin participación \| - \| \| 2014 \| Alejandro Maldonado \| 56:57 \| Claudia González \| 1:06:19 \| \| 2015 \| Fernando Castro \| 57:45 \| Claudia González \| 1:35:29 \| \| 2016 \| Esteban Daniel Roldán \| 56:14 \| Lourdes Johanna Maciel \| 1:10:52 \| \| 2017 \| Brandon Asmat \| 1:17:50 \| Valeria Nancy Jara \| 1:53:45 \| \| 2018 \| Oscar Andrés Biga Vidal \| 38:06 \| Lourdes Johanna Maciel \| 1:12:03 \| \| 2019 \| Facundo Sánchez \| 1:48:35 \| Eliana Herrera \| 1:58:12 \| \| 2020 \| Cancelada por la pandemia de COVID-19 \| Cancelada por la pandemia de COVID-19 \| Cancelada por la pandemia de COVID-19 \| Cancelada por la pandemia de COVID-19 \| \| 2021 \| \| 1:48:25 \| \| — \| \| 2022 \| Gabriel Sosa \| 55:21 \| Lucía Montenegro \| 1:03:40 \| \| 2023 \| \| - \| \| - \| \| 2024 \| Gabriel Sosa \| 1:00:05 \| Norma Ramos \| 2:37:36 \| |                                       |                                       |                                       |                                       |
| Año | Vencedor masculino                    | Tiempo (h:m:s)                        | Vencedora femenina                    | Tiempo (h:m:s)                        |
| 2009 | Fernando Castro                       | 1:04:08                               | sin participación                     | -                                     |
| 2010 | Alejandro Maldonado                   | 50:42                                 | Claudia González                      | 1:26:16                               |
| 2012 | Martín Javier Falcón                  | 1:50:15                               | Daniela Estefanía Bessone             | 1:50:16                               |
| 2013 | Fernando Castro                       | 1:01:45                               | sin participación                     | -                                     |
| 2014 | Alejandro Maldonado                   | 56:57                                 | Claudia González                      | 1:06:19                               |
| 2015 | Fernando Castro                       | 57:45                                 | Claudia González                      | 1:35:29                               |
| 2016 | Esteban Daniel Roldán                 | 56:14                                 | Lourdes Johanna Maciel                | 1:10:52                               |
| 2017 | Brandon Asmat                         | 1:17:50                               | Valeria Nancy Jara                    | 1:53:45                               |
| 2018 | Oscar Andrés Biga Vidal               | 38:06                                 | Lourdes Johanna Maciel                | 1:12:03                               |
| 2019 | Facundo Sánchez                       | 1:48:35                               | Eliana Herrera                        | 1:58:12                               |
| 2020 | Cancelada por la pandemia de COVID-19 | Cancelada por la pandemia de COVID-19 | Cancelada por la pandemia de COVID-19 | Cancelada por la pandemia de COVID-19 |
| 2021 | Bandera de Argentina                  | 1:48:25                               | Bandera de ?                          | —                                     |
| 2022 | Gabriel Sosa                          | 55:21                                 | Lucía Montenegro                      | 1:03:40                               |
| 2023 | Bandera de ?                          | -                                     | Bandera de ?                          | -                                     |
| 2024 | Gabriel Sosa                          | 1:00:05                               | Norma Ramos                           | 2:37:36                               |

| \| Año \| Vencedor masculino \| Tiempo (h:m:s) \| Vencedora femenina \| Tiempo (h:m:s) \| \| ---- \| ----------------------- \| -------------- \| ------------------ \| -------------- \| \| 2014 \| Oscar Andrés Biga Vidal \| 40:16 \| Danielle Nobile Bo \| 46:16 \| \| 2022 \| Oscar Andrés Biga Vidal \| 34:44 \| sin participación \| — \| \| 2023 \| \| - \| \| - \| \| 2024 \| sin participación \| — \| sin participación \| — \| |                         |                |                    |                |
| Año | Vencedor masculino      | Tiempo (h:m:s) | Vencedora femenina | Tiempo (h:m:s) |
| 2014 | Oscar Andrés Biga Vidal | 40:16          | Danielle Nobile Bo | 46:16          |
| 2022 | Oscar Andrés Biga Vidal | 34:44          | sin participación  | —              |
| 2023 | Bandera de ?            | -              | Bandera de ?       | -              |
| 2024 | sin participación       | —              | sin participación  | —              |

| \| Año \| Vencedor masculino \| Tiempo (h:m:s) \| Vencedora femenina \| Tiempo (h:m:s) \| \| ---- \| ------------------------------------- \| ------------------------------------- \| ------------------------------------- \| ------------------------------------- \| \| 2009 \| sin participación \| — \| María José Macharelli \| 1:59:43 \| \| 2010 \| José Luis Urteaga \| 1:32:29 \| María José Macharelli \| 1:48:05 \| \| 2012 \| Heriberto Chávez Cortés \| 1:50:07 \| sin participación \| — \| \| 2014 \| Martín Kremenchuzky \| 1:37:03 \| sin participación \| — \| \| 2015 \| Martín Kremenchuzky \| 1:33:38 \| María José Macharelli \| 2:19:53 \| \| 2016 \| \| \| \| \| \| 2017 \| Martín Kremenchuzky \| 1:41:16 \| sin participación \| — \| \| 2018 \| José Luis Santero \| 1:15:52 \| Analía Romero \| 1:40:57 \| \| 2019 \| José Luis Santero \| 1:18:33 \| sin participación \| - \| \| 2020 \| Cancelada por la pandemia de COVID-19 \| Cancelada por la pandemia de COVID-19 \| Cancelada por la pandemia de COVID-19 \| Cancelada por la pandemia de COVID-19 \| \| 2021 \| José Luis Santero \| 1:22:39 \| \| — \| \| 2022 \| José Luis Santero \| 1:23:41 \| Analía Romero \| 1:46:41 \| \| 2023 \| \| - \| \| - \| \| 2024 \| Jose Luis Santero \| 1:24:02 \| Cecilia Mercedes Zárate \| 2:25:37 \| |                                       |                                       |                                       |                                       |
| Año | Vencedor masculino                    | Tiempo (h:m:s)                        | Vencedora femenina                    | Tiempo (h:m:s)                        |
| 2009 | sin participación                     | —                                     | María José Macharelli                 | 1:59:43                               |
| 2010 | José Luis Urteaga                     | 1:32:29                               | María José Macharelli                 | 1:48:05                               |
| 2012 | Heriberto Chávez Cortés               | 1:50:07                               | sin participación                     | —                                     |
| 2014 | Martín Kremenchuzky                   | 1:37:03                               | sin participación                     | —                                     |
| 2015 | Martín Kremenchuzky                   | 1:33:38                               | María José Macharelli                 | 2:19:53                               |
| 2016 | Bandera de ?                          |                                       | Bandera de ?                          |                                       |
| 2017 | Martín Kremenchuzky                   | 1:41:16                               | sin participación                     | —                                     |
| 2018 | José Luis Santero                     | 1:15:52                               | Analía Romero                         | 1:40:57                               |
| 2019 | José Luis Santero                     | 1:18:33                               | sin participación                     | -                                     |
| 2020 | Cancelada por la pandemia de COVID-19 | Cancelada por la pandemia de COVID-19 | Cancelada por la pandemia de COVID-19 | Cancelada por la pandemia de COVID-19 |
| 2021 | José Luis Santero                     | 1:22:39                               | Bandera de ?                          | —                                     |
| 2022 | José Luis Santero                     | 1:23:41                               | Analía Romero                         | 1:46:41                               |
| 2023 | Bandera de ?                          | -                                     | Bandera de ?                          | -                                     |
| 2024 | Jose Luis Santero                     | 1:24:02                               | Cecilia Mercedes Zárate               | 2:25:37                               |

| \| Año \| Vencedor masculino \| Tiempo (h:m:s) \| Vencedora femenina \| Tiempo (h:m:s) \| \| ---- \| ------------------------------------- \| ------------------------------------- \| ------------------------------------- \| ------------------------------------- \| \| 2009 \| Gustavo Daniel Berna \| 1:42:05 \| sin participación \| — \| \| 2010 \| José Luis Santero \| 1:14:19 \| sin participación \| — \| \| 2012 \| Sergio Fotea \| 1:50:07 \| sin participación \| — \| \| 2014 \| José Luis Santero \| 1:18:55 \| sin participación \| — \| \| 2015 \| José Luis Santero \| 1:17:42 \| Aida Balbi \| 1:56:18 \| \| 2016 \| \| \| \| \| \| 2017 \| José Luis Santero \| 1:29:10 \| sin participación \| - \| \| 2018 \| Gustavo Batista \| 1:51:09 \| Julieta Mazza \| 2:26:33 \| \| 2019 \| Bruno Osvaldo Sbaiz \| 1:31:17 \| Analía Romero \| 1:39:02 \| \| 2020 \| Cancelada por la pandemia de COVID-19 \| Cancelada por la pandemia de COVID-19 \| Cancelada por la pandemia de COVID-19 \| Cancelada por la pandemia de COVID-19 \| \| 2021 \| Rubén Gustavo Sosa \| 2:34:29 \| \| — \| \| 2022 \| Daniel Davrieux \| 1:39:06 \| Verónica Ruth Etchegoyen \| 2:21:23 \| \| 2023 \| \| - \| \| - \| \| 2024 \| Horacio Ariel Aranguis \| 1:22:49 \| Marilene Albernaz Santos Carvalho \| 2:00:44 \| |                                       |                                       |                                       |                                       |
| Año | Vencedor masculino                    | Tiempo (h:m:s)                        | Vencedora femenina                    | Tiempo (h:m:s)                        |
| 2009 | Gustavo Daniel Berna                  | 1:42:05                               | sin participación                     | —                                     |
| 2010 | José Luis Santero                     | 1:14:19                               | sin participación                     | —                                     |
| 2012 | Sergio Fotea                          | 1:50:07                               | sin participación                     | —                                     |
| 2014 | José Luis Santero                     | 1:18:55                               | sin participación                     | —                                     |
| 2015 | José Luis Santero                     | 1:17:42                               | Aida Balbi                            | 1:56:18                               |
| 2016 | Bandera de ?                          |                                       | Bandera de ?                          |                                       |
| 2017 | José Luis Santero                     | 1:29:10                               | sin participación                     | -                                     |
| 2018 | Gustavo Batista                       | 1:51:09                               | Julieta Mazza                         | 2:26:33                               |
| 2019 | Bruno Osvaldo Sbaiz                   | 1:31:17                               | Analía Romero                         | 1:39:02                               |
| 2020 | Cancelada por la pandemia de COVID-19 | Cancelada por la pandemia de COVID-19 | Cancelada por la pandemia de COVID-19 | Cancelada por la pandemia de COVID-19 |
| 2021 | Rubén Gustavo Sosa                    | 2:34:29                               | Bandera de ?                          | —                                     |
| 2022 | Daniel Davrieux                       | 1:39:06                               | Verónica Ruth Etchegoyen              | 2:21:23                               |
| 2023 | Bandera de ?                          | -                                     | Bandera de ?                          | -                                     |
| 2024 | Horacio Ariel Aranguis                | 1:22:49                               | Marilene Albernaz Santos Carvalho     | 2:00:44                               |

| \| Año \| Vencedor masculino \| Tiempo (h:m:s) \| Vencedora femenina \| Tiempo (h:m:s) \| \| ---- \| ------------------------- \| -------------- \| ------------------------ \| -------------- \| \| 2011 \| José Luis Aguilar \| 1:53:57 \| sin participación \| - \| \| 2012 \| Diego Sbarbati \| 1:50:14 \| María Paz Presta \| 1:50:15 \| \| 2013 \| Leandro del Tuffo \| 1:05:29 \| sin participación \| - \| \| 2016 \| \| \| \| \| \| 2017 \| Francisco Sanclemente \| 1:06:31 \| Valeria Gasa \| 1:36:28 \| \| 2018 \| Sergio Córdoba \| 1:22:02 \| Macarena Acosta \| 1:57:44 \| \| 2019 \| Sergio Córdoba \| 1:21:01 \| Macarena Acosta \| 1:59:00 \| \| 2021 \| Sergio Ernesto Gutierrez \| 1:54:42 \| \| - \| \| 2022 \| Federico Andrés Entraigas \| 1:20:35 \| Valeria Cecilia Corbalán \| 1:40:42 \| \| 2023 \| \| - \| \| - \| \| 2024 \| sin participación \| - \| sin participación \| - \| |                           |                |                          |                |
| Año | Vencedor masculino        | Tiempo (h:m:s) | Vencedora femenina       | Tiempo (h:m:s) |
| 2011 | José Luis Aguilar         | 1:53:57        | sin participación        | -              |
| 2012 | Diego Sbarbati            | 1:50:14        | María Paz Presta         | 1:50:15        |
| 2013 | Leandro del Tuffo         | 1:05:29        | sin participación        | -              |
| 2016 | Bandera de ?              |                | Bandera de ?             |                |
| 2017 | Francisco Sanclemente     | 1:06:31        | Valeria Gasa             | 1:36:28        |
| 2018 | Sergio Córdoba            | 1:22:02        | Macarena Acosta          | 1:57:44        |
| 2019 | Sergio Córdoba            | 1:21:01        | Macarena Acosta          | 1:59:00        |
| 2021 | Sergio Ernesto Gutierrez  | 1:54:42        | Bandera de ?             | -              |
| 2022 | Federico Andrés Entraigas | 1:20:35        | Valeria Cecilia Corbalán | 1:40:42        |
| 2023 | Bandera de ?              | -              | Bandera de ?             | -              |
| 2024 | sin participación         | -              | sin participación        | -              |

| \| Año \| Vencedor masculino \| Tiempo (h:m:s) \| Vencedora femenina \| Tiempo (h:m:s) \| \| ---- \| ------------------ \| -------------- \| ------------------ \| -------------- \| \| 2022 \| Ezequiel Zanuttini \| 1:50:24 \| Silvia Alvarado \| 1:38:15 \| \| 2023 \| \| - \| \| - \| \| 2024 \| Ezequiel Zanuttini \| 2:01:01 \| Macarena Acosta \| 1:52:04 \| |                    |                |                    |                |
| Año | Vencedor masculino | Tiempo (h:m:s) | Vencedora femenina | Tiempo (h:m:s) |
| 2022 | Ezequiel Zanuttini | 1:50:24        | Silvia Alvarado    | 1:38:15        |
| 2023 | Bandera de ?       | -              | Bandera de ?       | -              |
| 2024 | Ezequiel Zanuttini | 2:01:01        | Macarena Acosta    | 1:52:04        |

## Estadísticas

### Vencedores por país
| País      | Hombres | Mujeres | Total |
| --------- | ------- | ------- | ----- |
| Argentina | 16      | 20      | 36    |
| Brasil    | 9       | 6       | 15    |
| Kenia     | 7       | 4       | 11    |
| Etiopía   | 3       | 3       | 6     |
| Chile     | 0       | 1       | 1     |
| Rusia     | 0       | 1       | 1     |

### Vencedores múltiples
Listado de atletas con 2 o más victorias en la competencia.
| Atleta              | País      | Categoría | Victorias | Años                   |
| ------------------- | --------- | --------- | --------- | ---------------------- |
| Oscar Cortínez      | Argentina | M         | 4         | 2002, 2004, 2005, 2006 |
| Elisa Noemí Cobanea | Argentina | F         | 4         | 1992, 1995, 1996, 2003 |
| Rosa Godoy          | Argentina | F         | 3         | 2008, 2010, 2015       |
| Adriano Bastos      | Brasil    | M         | 2         | 2007, 2008             |
| Juan Pablo Juárez   | Argentina | M         | 2         | 1991, 1993             |
| Leonardo Malgor     | Argentina | M         | 2         | 1990, 1992             |
| Matías Roth         | Argentina | M         | 2         | 2014, 2015             |
| Ana María Nielsen   | Argentina | F         | 2         | 1990, 1991             |
| Florencia Borelli   | Argentina | F         | 2         | 2016, 2017             |
| Sandra Torres       | Argentina | F         | 2         | 2005, 2007             |
| Gerba Beyata Dibaba | Etiopía   | M         | 2         | 2022, 2024             |

### Top 10 de corredores por tiempo
| Puesto | Corredor                  | País    | Año  | Tiempo     |
| ------ | ------------------------- | ------- | ---- | ---------- |
| 1      | Bedan Karoki Muchiri      | Kenia   | 2019 | 59m:05s    |
| 2      | Roncer Konga Kipkorir     | Kenia   | 2023 | 59m:07s    |
| 3      | Seifu Tura Abdiwak        | Kenia   | 2019 | 59m:16s    |
| 4      | Felix Kipkoech            | Kenia   | 2023 | 59m:28s    |
| 5      | Kosmas Mwangi Boi         | Kenia   | 2023 | 59m:29s    |
| 6      | Dinkalem Ayele Adane      | Etiopía | 2023 | 59m:48s    |
| 6      | Paul Kipchumba Lonyangata | Kenia   | 2019 | 59m:48s    |
| 6      | Mosinet Geremew           | Etiopía | 2018 | 59m:48s    |
| 9      | Gerba Diyata Dibaba       | Etiopía | 2024 | 1h:00m:24s |
| 10     | Felix Kibitok             | Kenia   | 2022 | 1h:00m:32s |

| Puesto | Corredora               | País    | Año  | Tiempo     |
| ------ | ----------------------- | ------- | ---- | ---------- |
| 1      | Ruth Chepngetich        | Kenia   | 2024 | 1h:05m:58s |
| 2      | Ababel Yeshaneh Brihane | Etiopía | 2023 | 1h:06m:10s |
| 3      | Guten Shone Imana       | Etiopía | 2023 | 1h:06m:12s |
| 4      | Ftaw Zeray Bezabh       | Etiopía | 2023 | 1h:06m:27s |
| 5      | Alemaddis Eyayu Sisay   | Etiopía | 2024 | 1h:07m:14s |
| 6      | Atalel Anant Dorgie     | Etiopía | 2023 | 1h:07m:19s |
| 7      | Joyce Chepkemoi Tele    | Kenia   | 2024 | 1h:07m:35s |
| 8      | Vivian Jerono Kiplagat  | Kenia   | 2022 | 1h:07m:59s |
| 9      | Veronica Loleo          | Kenia   | 2024 | 1h:08m:09s |
| 10     | Zewditu Aderaw Gelaw    | Etiopía | 2024 | 1h:08m:12s |

### Cantidad de finalistas
| Año  | Total  | Por categoría | Por categoría | Por nacionalidad | Por nacionalidad |
| Año  | Total  | Masculino     | Femenina      | Argentinos       | Extranjeros      |
| ---- | ------ | ------------- | ------------- | ---------------- | ---------------- |
| 2024 | 22.918 | 12.992        | 9.926         | 19.540           | 3.378            |
| 2023 | 20.639 | 12.373        | 8.266         | 18.144           | 2.495            |
| 2022 | 17.899 | 10.997        | 6.902         | 11.669           | 1.230            |
| 2021 | 7.279  | 4.680         | 2.599         | 7.261            | 18               |
| 2019 | 18.391 | 11.649        | 6.742         | 15.610           | 2.781            |
| 2018 | 16.018 | 10.326        | 5.692         | 13.891           | 2.127            |
| 2017 | 18.101 | 11.838        | 6.263         | 15.919           | 2.182            |
| 2016 | 19.142 | 12.862        | 6.280         | 17.403           | 1.739            |
| 2015 | 19.053 | 13.080        | 5.973         | 16.800           | 2.253            |
| 2014 | 15.401 | 10.667        | 4.734         | 13.420           | 1.981            |
| 2013 | 14.510 | 10.187        | 4.323         | 12.548           | 1.962            |
| 2012 | 12.002 | 8.514         | 3.488         |                  |                  |
| 2011 | 10.066 | 6.495         | 3.571         |                  |                  |
| 2010 | 7.413  | 5.608         | 1.805         | 6.167            | 1.246            |
| 2009 | 3.853  | 2.793         | 1.060         | 3.533            | 320              |

## Galería

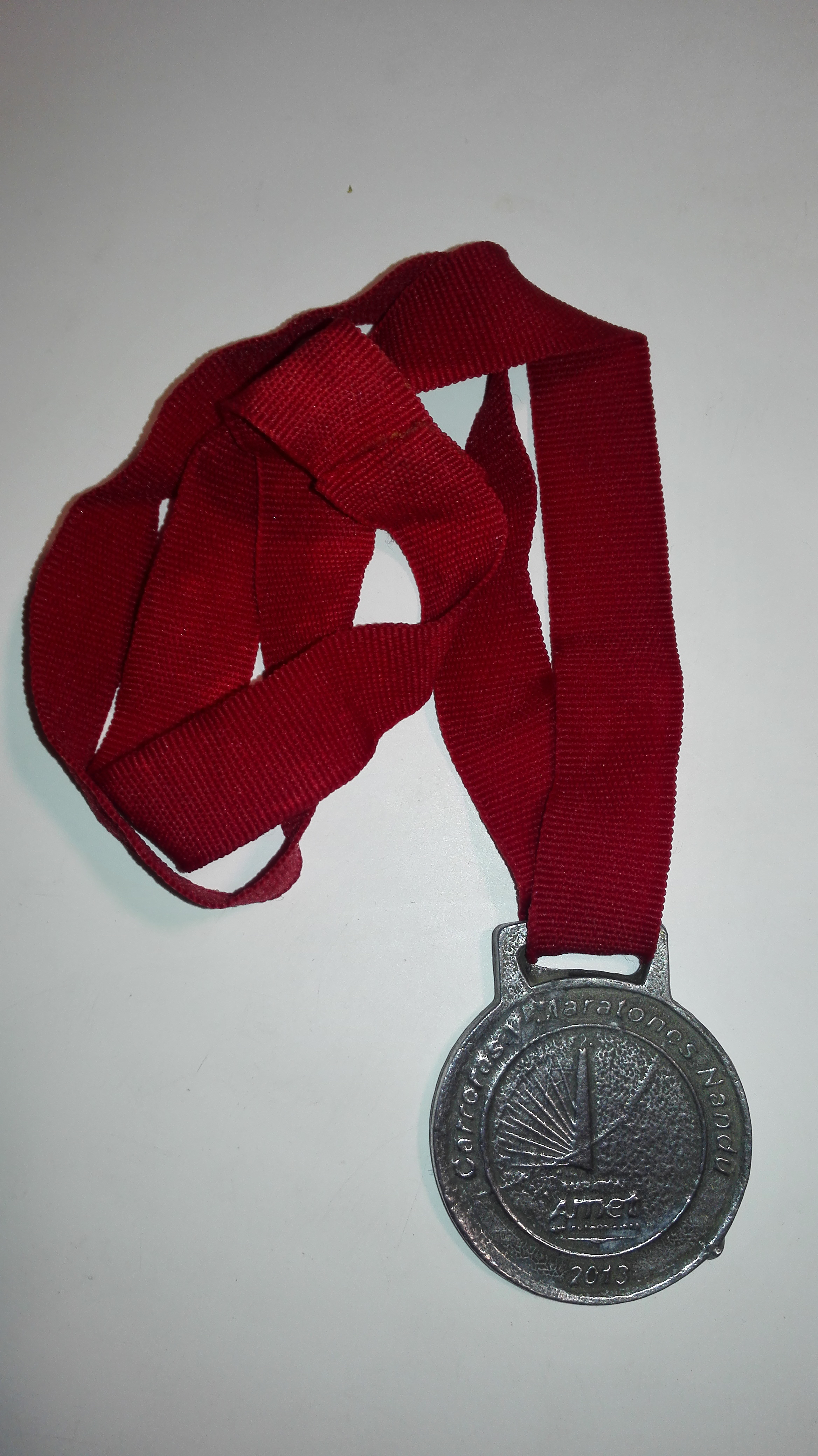
Medalla de finalista edición 2013.
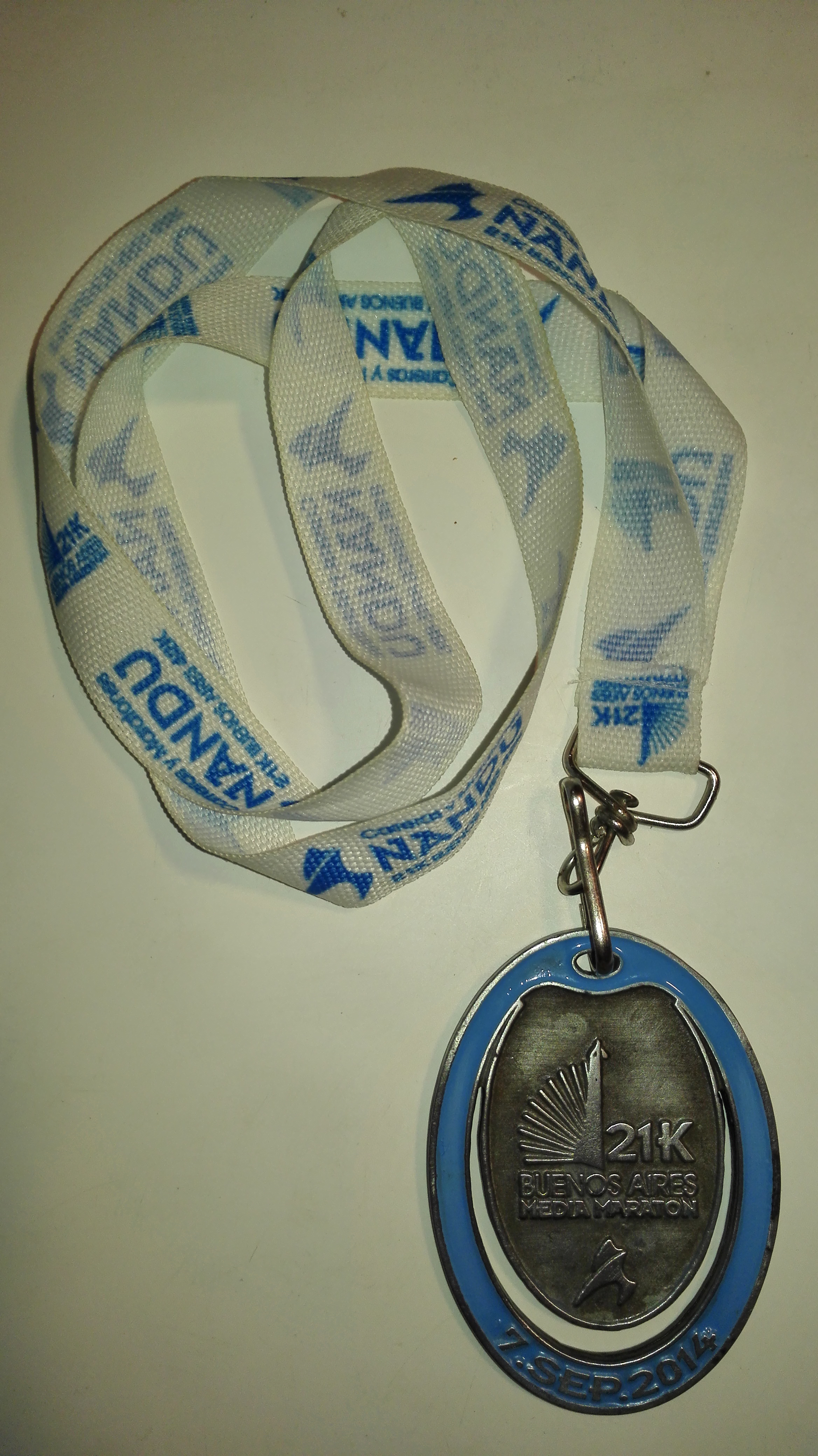
Medalla de finalista edición 2014.
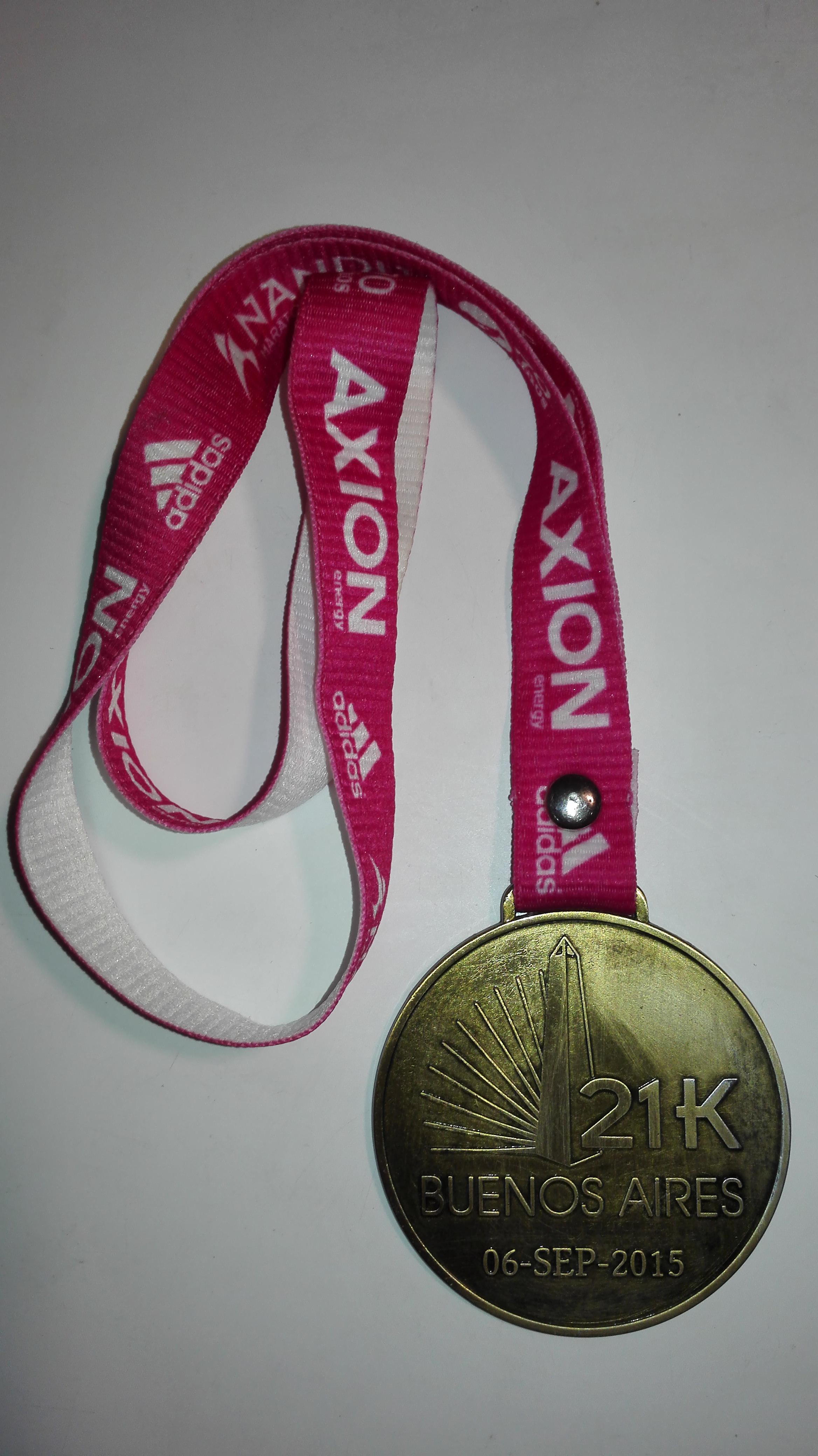
Medalla de finalista edición 2015.